# La causa contra Franco
La causa contra Franco (en inglés: Franco on Trial; en alemán: Franco vor Gericht) es una película documental de 2018 dirigido por la española Lucía Palacios y el alemán Dietmar Post sobre la querella argentina contra los crímenes del franquismo.

## Producción
Es una producción, a cargo de play loud! productions en colaboración con ARTE en Alemania y Francia.

### Estreno
La cinta fue estrenada en la Berlinale de 2018. 

## Argumento
La causa contra Franco indaga en casos de crímenes concretos incluidos en la Querella argentina y ofrece nuevas evidencias a través de material de archivo inédito y de la contextualización histórica y legal de cada caso. Durante la investigación, los directores establecieron contacto con implicados en ambos lados del conflicto, así como recopilaron una vasta información.